# Sciron
Sciron sau Sceiron (σκίρωνας, Σκίρων, Σκίρωνoς în greacă în original) a fost un criminal din mitologia greacă. Acesta trăia pe o stâncă în apropierea cetății Megara. Toți călătorii erau siliți să îi spele picioarele dar, de îndată ce se aplecau, erau împinși în mare. Acolo sălășluia o țestoasă uriașă ce sfârteca oamenii. Sciron a fost ucis de Tezeu, în drumul său spre cetatea Atena. Eroul s-a luptat cu bătrânul Sciron și a reușit să-l arunce în mare, unde a fost ucis de țestoasă.

## Vezi și
- Lista personajelor mitologice elene
- Listă de ființe fabuloase în mitologia greacă
- Mitologie greacă
- Tezeu